# Dietrich von Choltitz

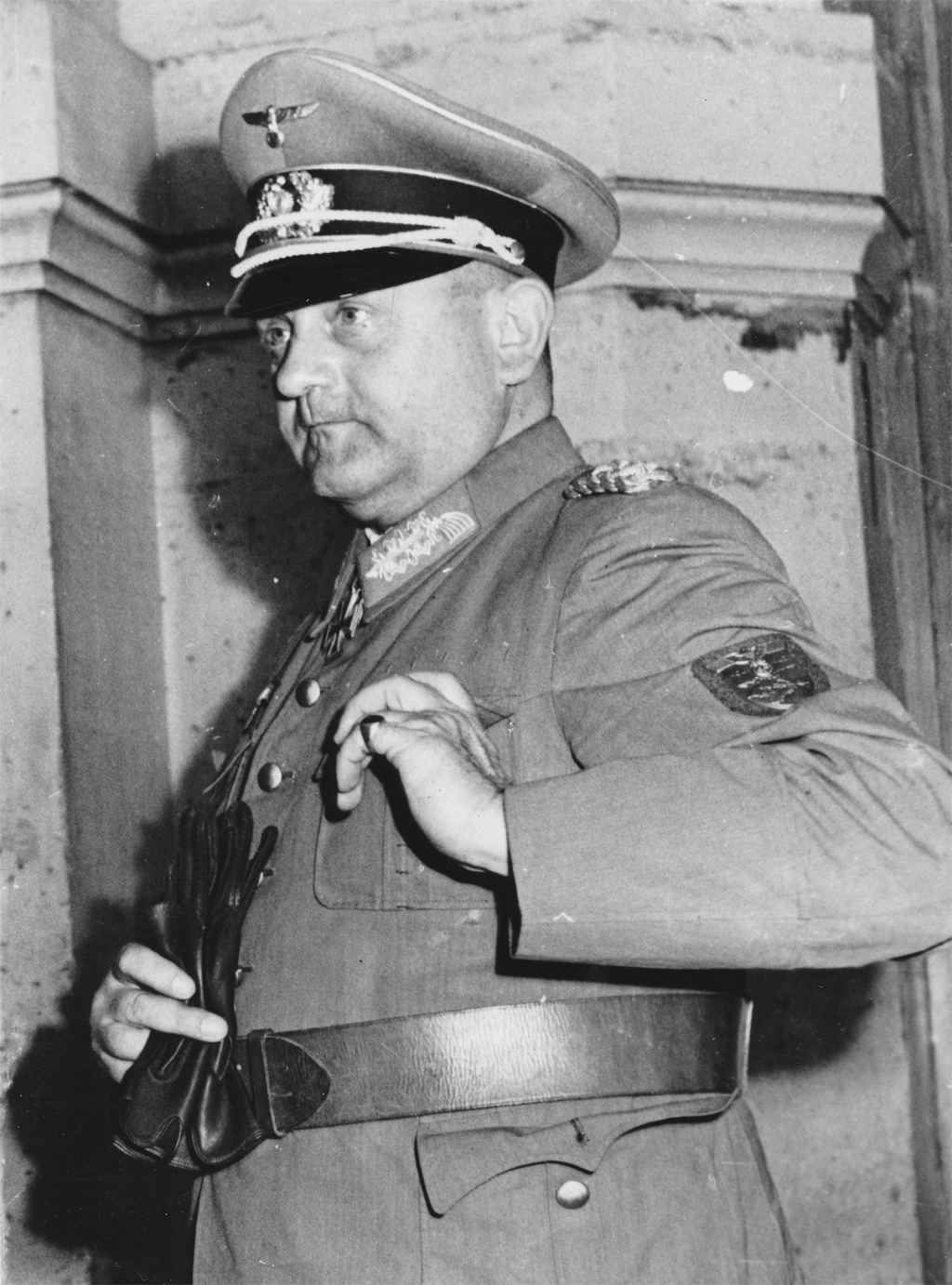
Dietrich von Choltitz kort na zijn gevangenname in het Hotel Meurice in Parijs

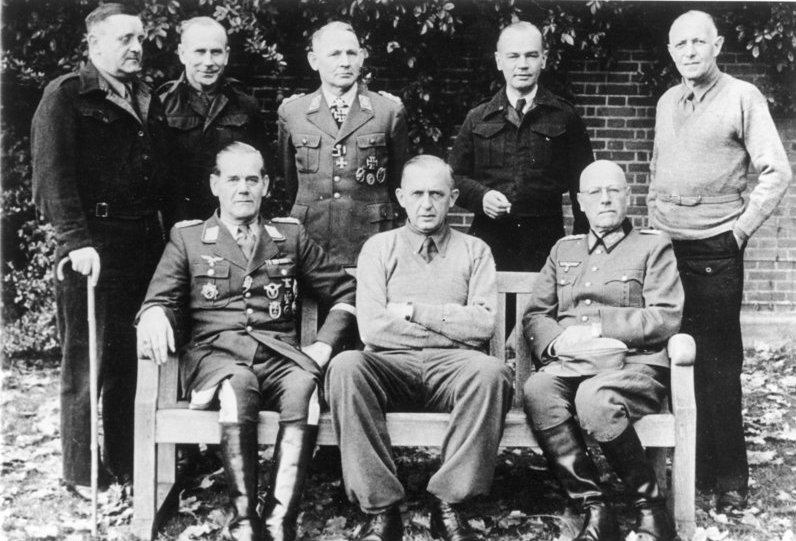
Linksboven de krijgsgevangene Von Choltitz in Trent Park

Dietrich von Choltitz (Schloss Wiese, Silezië, 9 november 1894 - Baden-Baden, 5 november 1966) was een Duitse officier en General der Infanterie ten tijde van de Tweede Wereldoorlog. Hij stond bij de Duitse aanval op Nederland in 1940 als Oberstleutnant aan het hoofd van een bataljon dat vanuit Rotterdam-Zuid de Maasbruggen wilde oversteken voorafgaand aan het bombardement op Rotterdam. In 1942 gaf hij leiding aan de belegering van Sebastopol op de Krim en aan moordacties tegen de aldaar woonachtige Joden. In 1944 werd hij door Hitler benoemd tot bevelhebber van Parijs. Bij de opmars van de geallieerden later die maand zou hij diverse bevelen om de stad te vernietigen, in de wind hebben geslagen. Zijn rol als "Redder van Parijs" is echter zeer omstreden.

## Carrière
In de Eerste Wereldoorlog diende Von Choltitz aan het westfront, waar hij de rang van luitenant bereikte. De Saksische koning benoemde hem tot Ridder in de exclusieve Militaire Orde van Sint-Hendrik. Na de oorlog bleef hij in dienst van de Reichswehr van de Weimarrepubliek. In 1929 werd hij kapitein der cavalerie. Later werd hij commandant van het 3e bataljon van het Luftlande-Infanterieregiment 16, eerst als majoor, en vanaf 1938 als luitenant-kolonel.
Op 10 mei 1940 landde hij met zijn troepen nabij Vliegveld Waalhaven ten zuiden van de Maas in Rotterdam. De verdediging van de Maasbruggen door onder andere het Korps Mariniers bleek sterker dan verwacht, waarna het hoofdcommando besloot tot nog groter geschut. Hij speelde een rol als onderhandelaar voorafgaand aan het bombardement. Toen Duitse soldaten, na de capitulatie van Rotterdam, een massa-executie van Nederlandse militairen en burgers dreigden uit te voeren nadat luitenant-generaal Kurt Student door verdwaald vuur zwaar gewond was geraakt zou hij dit hebben voorkomen. Hij werd voor zijn bijdrage aan de capitulatie van de stad en het land beloond met de hoge Duitse onderscheiding van het Ridderkruis van het IJzeren Kruis (Ritterkreuz des Eisernen Kreuzes).
In september werd hij bevorderd tot bevelhebber over een regiment en in 1941 tot kolonel. In juni 1942 belegerde hij de Russische stad Sebastopol. De stad werd onder zijn leiding vrijwel helemaal verwoest. Later dat jaar klom hij op tot generaal-majoor en in 1943 tot luitenant-generaal. Een van zijn posten was de 260e Infanteriedivisie en van 6 mei tot 30 augustus 1943 en van 30 september 1943 tot 21 oktober 1943 het 48e Pantserkorps. In maart en april 1944 was hij waarnemend bevelhebber van het 76e Pantserkorps in Italië, en in juni/juli aan het westfront.
Op 1 augustus werd hij bevorderd tot generaal der Infanterie. Op 7 augustus werd hij benoemd tot militair gouverneur van Parijs. In de dagen die volgden, negeerde hij diverse directe bevelen uit Berlijn Von Choltitz voorkwam een bloedbad in de straten van Parijs door nauw contact te onderhouden met de vijand en het tonen van macht. Hij gaf de stad, zijn leger van 17.000 man en zichzelf na felle gevechten over aan de leider van het verzet Henri Rol-Tanguy en generaal Philippe Leclerc de Hauteclocque op 25 augustus 1944. De monumenten en bruggen in de stad werden niet systematisch verwoest met behulp van de koppen van torpedo's zoals Hitlers bedoeling was geweest. Toch werd er her en der felle tegenstand geboden. Tot in het Hotel Meurice in de Rue de Rivoli waar de Oberbefehlshaber von Groß Paris resideerde vielen onder Duitsers, geallieerden en verzetslieden veel slachtoffers.
Dietrich von Choltitz werd samen met andere hoge Duitse gevangenen in een villa, Trent Park, in Engeland opgesloten. Daar werden hun gesprekken systematisch afgeluisterd. Von Choltitz bleek bij oorlogsmisdrijven in Rusland, met name op de Krim waar hij naar eigen zeggen Hitlers bevel om de Joden uit te roeien nauwkeurig zou hebben uitgevoerd, betrokken te zijn geweest. Hij noemde dit "de ergste taak die ik ooit heb uitgevoerd". De grammofoonplaat waarop Von Choltitz dit aan zijn medegevangenen toegeeft is verloren gegaan. Er is in een Brits archief wel een uitgetypte transcriptie bewaard.
In 1947 werd Von Choltitz vrijgelaten uit geallieerde gevangenschap. Hij trok zich terug in een kleine villa in Baden-Baden. Het kasteel van zijn familie in wat nu Łąka Prudnicka heette en Pools grondgebied was geworden was verwoest. Hij werd niet ter verantwoording geroepen in Neurenberg.
De gepensioneerde generaal werkte mee aan het boek over de bevrijding van Parijs dat door Larry Collins en Dominique Lapierre werd geschreven. Hij overleed aan een in de oorlogsjaren opgelopen longemfyseem in 1966 in het ziekenhuis in zijn woonplaats Baden-Baden. Zijn begrafenis aldaar werd bijgewoond door hooggeplaatste Franse militairen. Het naoorlogse Franse hoofdkwartier in West-Duitsland was gevestigd in Baden-Baden.

## Films
Paris brûle-t-il?, in het Engels Is Paris Burning?, is een boek over de Bevrijding van Parijs van Larry Collins en Dominique Lapierre, verfilmd in een Frans-Amerikaanse coproductie in 1966 door regisseur René Clément naar een scenario van Gore Vidal en Francis Ford Coppola. De plot volgt een groot aantal verwikkelingen op gedetailleerde wijze en is moeilijk toegankelijk voor kijkers die niet op de hoogte zijn van de historische context; met name de onderlinge strijd binnen het Franse verzet kan vreemd overkomen. Von Choltitz wordt gespeeld door Gert Fröbe.
In 2014 komt Diplomatie uit in de bioscoop. In diverse dialogen probeert de Zweedse consul Raoul Nordling de Duitse generaal te overtuigen dat de vernietiging van Parijs voorkomen moet worden. Het is een verfilming van het gelijknamige toneelstuk van Cyril Gely. De regie van deze Frans-Duitse toneelverfilming is in handen van Volker Schlöndorff. De hoofdrol wordt gespeeld door Niels Arestrup.

## Militaire loopbaan
- Fähnrich: 6 maart 1914[6]
- Offiziers-Stellvertreter: 12 augustus 1914[6] 28 september 1914[7]
- Oberleutnant: 1 november 1924[6][7]
- Rittmeister: 1 april 1929[6][7]
- Major: 1 augustus 1935[7]
- Oberstleutnant: 1 april 1938[6][7]
- Oberst: 1 april 1941[7]
- Generalmajor: 1 september 1942[6][7][8]
- Generalleutnant: 1 maart 1943[6][7] - 1 februari 1943[8]
- General der Infanterie: 1 augustus 1944[6][7][8][9]

## Decoraties
- Ridderkruis van het IJzeren Kruis op 29 mei 1940 als Oberstleutnant en Commandant van het III. / Infanterie-Regiment 16[9][10][11]
- IJzeren Kruis 1914, 1e Klasse en 2e Klasse
- Gewondeninsigne 1939 in goud in 1939[6][9], zilver[7] en zwart
- Herhalingsgesp bij IJzeren Kruis 1939, 1e Klasse (19 mei 1940[7][10]) en 2e Klasse (14 mei 1940[10])
- Ridderkruis in de Militaire Orde van Sint-Hendrik op 26 december 1919[10]
- Ridder der Tweede Klasse in de Albrechtsorde met Zwaarden[10]
- Ridder der Tweede Klasse in de Orde van Burgerlijke Verdiensten (Saksen) met Zwaarden
- Erekruis voor Frontstrijders in de Wereldoorlog[10]
- Dienstonderscheiding van Leger, (25 dienstjaren)
- Anschlussmedaille met gesp „Prager Burg“
- Krimschild in juli 1942[9][10]
- Ridder der Derde Klasse in de Orde van Michaël de Dappere op 6 oktober 1942[10]
- Duits Kruis in goud op 8 februari 1942 als Oberst' van het Infanterie-Regiment 16[6][9][10][11]
- Grootofficier in de Orde van de Ster van Roemenië in het voorjaar van 1943[10]
- Legioen van Eer[10]
- Infanterie-Sturmabzeichen op 17 september 1940[9][10]
- Aanbevelingscertificaat voor de Opperbevelhebber van het Duitse Leger (nr.401) op 3 oktober 1941 als Oberst en commandant van het 16e Infanterieregiment / 11e Leger/ Heeresgruppe Süd[6][9][10]
- Medaille Winterschlacht im Osten 1941/42[10]

Opmerking: het Ridderkruis werd gepresenteerd en geregistreerd bij het Luftwaffe-Personalamt. Het Heerespersonalamt ontving de Eikenloof voordracht voor Generalmajor Von Choltitz op 19 januari 1943 voor zijn leiderschap van het XVII. Armee-Korps  (17e Legerkorps). Het HPA heeft de voordracht op 27 januari 1943 niet goedgekeurd.